# Tlacoyo
Los tlacoyos (también, clacoyos, clacoyito, tlatloyos, tlayoyos o tlacoyos; del náhuatl tlayoyo, empanada de maíz desgranado) son un platillo de la gastronomía típica mexicana que consiste en una tortilla gruesa ovalada y larga, preparada con masa de maíz (debe ir rellena de frijoles y además puede contener alberjón, habas cocidas o requesón), sobre la cual se coloca, a manera de complemento, una mezcla de ingredientes como nopales, queso, salsa con chile y cebolla.
El nombre tlacoyo es una deformación de una palabra náhuatl, dado a un antojito típico de México. Este nombre se usa en gran parte del país, mientras que en los estados de Puebla y Tlaxcala se le llama tlacoyo o clacoyo, que deriva de la palabra original. En lugares de la Sierra Nororiental de Puebla, como Teziutlán, Tlatlauquitepec, Cuetzalán, Xochiapulco o Zacapoaxtla, una versión muy similar se le llama tlayoyo.
En Guatemala, existe un alimento similar llamado tayuyo, cuyo nombre probablemente tenga la misma raíz.

## Historia
Este alimento es presumiblemente de origen prehispánico y es probable que se prepare casi de la misma forma, aunque omitiendo los alimentos derivados de la vaca.